# Szenta
Szenta is een plaats (község) en gemeente in het Hongaarse comitaat Somogy. Szenta telt 467 inwoners (2001).